# Вучарење
Вучарење је стари српски народни обичај, карактеристичан за Далмацију, Лику и друге области настањене Србима. Овај обичај се изводи након што мјештани неког села убију вука. Вуку се одере кожа и набије сламом, а у ноге ставе штапови. Набије се на колац и тако проноси селима, од куће до куће. За вучаре (оне који носе вука), бира се десетак младића. Они пред кућама пјевају пјесме, чије рјечи сугеришу домаћину да их дарује, јер вук више неће нападати њихову стоку. Жене ките вука разним тканинама, а дају се поклони у виду новца, жита, сира, сланине, вина и осталог.
Овај обичај је приказан у филму Вучари Доње и Горње Полаче из 1978. године.